# ماثيو غولوفينسكي
ماتفي فاسيليفيتش غولوڤينسكي (ويعرف أيضًا باسم ماثيو غولوفينسكي) (بالروسية: Матвей Васильевич Головинский) (6 مارس 1865 - 1920) كان كاتبًا روسيًا-فرنسيًا، وصحفيًا وناشطًا سياسيًا. جادل النقاد الذين يدرسون "بروتوكولات حكماء صهيون" أنه كان مؤلف العمل. تدعم هذه الادعاءات كتابات المؤرخ الروسي الحديث ميخائيل ليبخين، الذي درس في عام 1999 أرشيفات فرنسية مغلقة سابقًا مخزنة في موسكو تحتوي على معلومات تدعم تأليف غولوڤينسكي للبروتوكولات. في منتصف الثلاثينيات، ربطت شهادة روسية في محاكمة بيرن رئيس جهاز الأمن الروسي في باريس، بيوتر راتشكوڤسكي، بإنشاء البروتوكولات.

## حياته
وُلد ماتفي غولوڤينسكي في عائلة أرستقراطية في قرية إيفاشيفكا (Ивашевка) في مقاطعة سيزرانسكي من محافظة سيمبيرسك في الإمبراطورية الروسية. كان والده، فاسيلي غولوڤينسكي (Василий Головинский) صديقًا لفيودور دوستويفسكي. كان كلاهما عضوين في دائرة بتراشيفسكي التقدمية، وحُكم عليهما بالإعدام كمتآمرين ثم عُفيا عنهما لاحقًا. توفي فاسيلي غولوڤينسكي في عام 1875 وربت ماتفي غولوڤينسكي والدته والمربية الفرنسية.
أثناء دراسته للقانون، انضم غولوڤينسكي إلى مجموعة مضادة للثورة معادية للسامية تُدعى "الأخوة المقدسة" ("Святое Братство"). بعد التخرج، عمل لصالح الأوخرانا، حيث كان ينظم سرًا تغطية مؤيدة للحكومة في الصحافة. كادت مسيرته تنهار واضطر لمغادرة البلاد بعد أن كشف مكسيم غوركي عن أنشطته علنًا. في فرنسا، كتب ونشر مقالات بناءً على مهام رئيس جهاز الأمن الروسي في باريس، بيوتر راتشكوڤسكي.
بعد ثورة أكتوبر عام 1917، انقلب غولوڤينسكي وعمل لصالح البلاشفة حتى وفاته في عام 1920.

## تأليف البروتوكولات
في 19 نوفمبر 1999، أفاد باتريك بيشوب من باريس:

أبحاث قام بها مؤرخ روسي بارز، ميخائيل ليبخين، في أرشيفات تم فتحها مؤخرًا كشفت أن التزوير هو من عمل ماثيو غولوڤينسكي، وريث عائلة أرستقراطية متمردة انجرفت إلى حياة التجسس والدعاية. بعد العمل لصالح جهاز الأمن القيصري، انقلب لاحقًا وانضم إلى البلاشفة. اكتشافات ليبخين، التي نُشرت في مجلة L'Express الفرنسية، تبدو وكأنها تحل آخر لغز متبقٍ حول البروتوكولات.

في كتابه عام 2001 "مسألة تأليف 'بروتوكولات حكماء صهيون'"، يقدم الباحث الأوكراني فاديم سكوراتوفسكي تحليلًا أدبيًا وتاريخيًا ولغويًا دقيقًا وشاملًا للنص الروسي الأصلي للبروتوكولات. يقدم سكوراتوفسكي دليلًا على أن تشارلز جولي، ابن موريس جولي (الذي استندت البروتوكولات إلى كتاباته)، زار سانت بطرسبرغ في عام 1902 وأن غولوڤينسكي وتشارلز جولي عملا معًا في "لو فيغارو" في باريس. كما يتتبع سكوراتوفسكي تأثيرات نثر دوستويفسكي (خاصة "المحقق الكبير" و"الشياطين") على كتابات غولوڤينسكي، بما في ذلك البروتوكولات.
في كتابه "المخطوطة غير الموجودة: دراسة لبروتوكولات حكماء صهيون"، يكتب الباحث الإيطالي تشيزاري دي ميكيليس أن فرضية تأليف غولوڤينسكي استندت إلى بيان من الأميرة كاثرين رادزيويل، التي ادعت أنها رأت مخطوطة البروتوكولات التي كتبها غولوڤينسكي، راتشكوڤسكي ومانوسيفيتش في عام 1905، ولكن في عام 1905 كان غولوڤينسكي وراتشكوڤسكي قد غادرا باريس وانتقلا إلى سانت بطرسبرغ. كانت الأميرة رادزيويل معروفة بأنها مصدر غير موثوق. أيضًا، تم ذكر البروتوكولات بالفعل في الصحافة عام 1902.
تم ربط غولوڤينسكي بالعمل من قبل؛ حيث حدده الكاتب الألماني كونراد هايدن كمؤلف للبروتوكولات في عام 1944.

## كتب
- قاموس إنجليزي-روسي وروسي-إنجليزي جديد. لندن، 1912. (العديد من الطبعات اللاحقة.)

نُشر تحت اسم الدكتور فاوست:
- من دفتر ملاحظات الكاتب. إصدار م. م. ليفين. موسكو، 1910. [نثر جميل ونثر سير ذاتية]
- الكتاب الأسود للفظائع الألمانية. سانت بطرسبرغ، 1914.
- تجربة نقد الأخلاق البرجوازية. ترجمة أ. كاريلين من الفرنسية. مع مقدمة من المؤلف. 1919. (لم يتم اكتشاف الأصل الفرنسي المزعوم لعام 1910.)
- محادثات مع جدي عن التيفوس. نشر بواسطة ف. م. بونش-برويفيتش (فيليتشكينوي).

## روابط خارجية
- باريس أوخرانا 1885-1905 برنامج المراجعة التاريخية لوكالة الاستخبارات المركزية (تمت الموافقة على الإصدار 22 سبتمبر 1993)
- باللغة الفرنسية أصل 'بروتوكولات حكماء صهيون' بواسطة إريك كونان. L'Express، 16 نوفمبر 1999
- باللغة الروسية مسألة تأليف 'بروتوكولات حكماء صهيون' بواسطة فاديم سكوراتوفسكي: كييف، 2001. (ردمك 966-7273-12-1)
- باللغة الروسية يوميات الأدباء، 1999 بواسطة ياكوف كروتوف
- باللغة الروسية مائة عام على أول نشر للبروتوكولات على إذاعة الحرية
- المؤامرة بواسطة ويل آيزنر: كتاب مصور يصور غولوڤينسكي من الطفولة حتى الموت، ويركز على تأليفه المزعوم للبروتوكولات.